# Pasang Lhamu Sherpa Akita
Pasang Lhamu Sherpa Akita (Khumjung, Nepal; 1984) es una alpinista y sherpa nepalí. Fue la primera mujer de Nepal en convertirse en instructora de alpinismo, así como de las primeras mujeres nepalíes en alcanzar la cima del K2, participado activamente en la ayuda tras el terremoto de Nepal de abril de 2015. En 2016, fue nombrada Aventurera del Año por la revista National Geographic, y recibió el 45º Premio Internacional de Solidaridad Alpina en Pinzolo (Italia).

## Carrera
Akita fue la primera mujer en escalar el Nangpai Gosum II (con 7 296 metros), en 2006. En 2007 escaló el Everest, 14 años después de que otra alpinista con el mismo nombre, Pasang Lhamu Sherpa, se convirtiera en la primera mujer nepalí en escalar el Everest, pero muriera en el descenso.
Akita escaló el K2 en 2014 como parte de un equipo de tres mujeres, el primer equipo de mujeres nepalíes en escalar la montaña. Junto a Akita escalaron Maya Sherpa y Dawa Yangzum Sherpa; formaban parte de una expedición más amplia que también incluía a otros sherpas (hombres) y escaladores. La escalada estaba dedicada a la concienciación sobre el cambio climático y tuvo lugar en el 60 aniversario de la primera ascensión al K2.
También ha escalado el pico Yala, el Ama Dablam, el Lobuche, el Imja Tse y el Aconcagua. Además de alpinismo en Nepal, ha guiado expediciones de montañismo en Estados Unidos, Argentina, Francia y Pakistán.

## Activismo
Akita se unió en 2013 a la Clínica de Nómadas, un servicio médico para regiones remotas del Himalaya. Tras el terremoto de Nepal de abril de 2015, trabajó en las labores de socorro, distribuyendo mantas, ayudando a construir refugios para las personas que el seísmo había dejado sin hogar, organizando instalaciones médicas temporales, coordinando convoyes de ayuda y evitando el tráfico de víctimas. También está desarrollando una fundación para ayudar a la educación de las mujeres en Nepal.

## Vida personal
Akita nació en Khumjung y se crio en Lukla. Su padre murió cuando era pequeña, y ella y su hermana pequeña quedaron huérfanas por la muerte de su madre cuando ella tenía 15 años. Se trasladaron a Katmandú, donde completó sus estudios de bachillerato y empezó a trabajar como alpinista. Cuatro años más tarde, empezó a entrenar en el Centro de Escalada Khumbu de Conrad Anker. También ha obtenido un diploma en alpinismo de la École nationale du ski et de l'alpinisme (ENSA) de Chamonix.
Su familia es propietaria de un restaurante en Louisville (Colorado), donde ha trabajado ocasionalmente entre sus expediciones de montañismo.
Su nombre de pila, Pasang, es la palabra nepalí para "viernes", el día de su nacimiento[14]. Se puso su nombre completo en honor a la primera mujer nepalí en escalar el Everest, Pasang Lhamu Sherpa, a quien toma como modelo. El apellido Akita procede de su marido, un fisioterapeuta nepalí de ascendencia japonesa al que conoció mientras se recuperaba de una lesión de cadera de escalada y con el que se casó en 2010.